# Kościół św. Jakuba Starszego w Niegardowie
Kościół pw. św. Jakuba Starszego w Niegardowie – polski rzymskokatolicki kościół parafialny znajdujący się w miejscowości Niegardów (gmina Koniusza, powiat proszowicki, województwo małopolskie).

## Parafia
Parafia należy do dekanatu słomnicki, diecezji kieleckiej, metropolii krakowskiej.

## Historia
Historia Niegarodowa i parafii związana jest ściśle z pierwszym na ziemiach polskich klasztorem Sióstr Benedyktynek w pobliskich Staniątkach. Początki parafii sięgają I połowy XIII wieku. Wieś była własnością rodu Gryfitów małopolskich, a następnie, dzięki nadaniu Klemensa z Ruszczy - kasztelana krakowskiego, przeszła na własność klasztoru staniąckiego. Kasztelan ufundował pierwszy kościół w Niegardowie w 1244 roku. Istnienie parafii jest potwierdzone w wykazach świętopietrza z lat 1325–1327. Pierwotny kościół był drewniany, o czym wspomina Jan Długosz w latach 1470–1480. Budowę obecnego murowanego kościoła rozpoczął ksiądz kan. Jan Rembiszewski w roku 1578 a zakończył ją ks. kan. Jakub Wojankowski. Świątynię konsekrował 23 października 1605 r. biskup kamieniecki Paweł Wołucki. Nie jest to jedyny kościół na terenie parafii Niegardów. Wiadomo, że już przed 1414 r. istniała także kaplica pw. Nawiedzenia i Zwiastowania NMP w Dalewicach, która w 1565 r. spłonęła. Na miejscu spalonej powstała druga kaplica, która do dziś służy parafianom. 